# Aleksandras Stulginskis

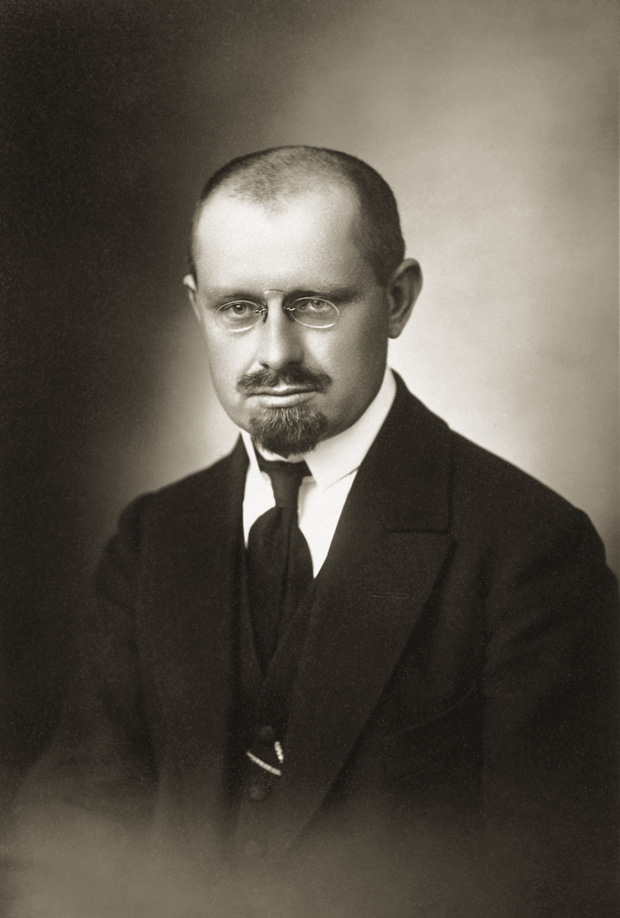
Aleksandras Stulginskis

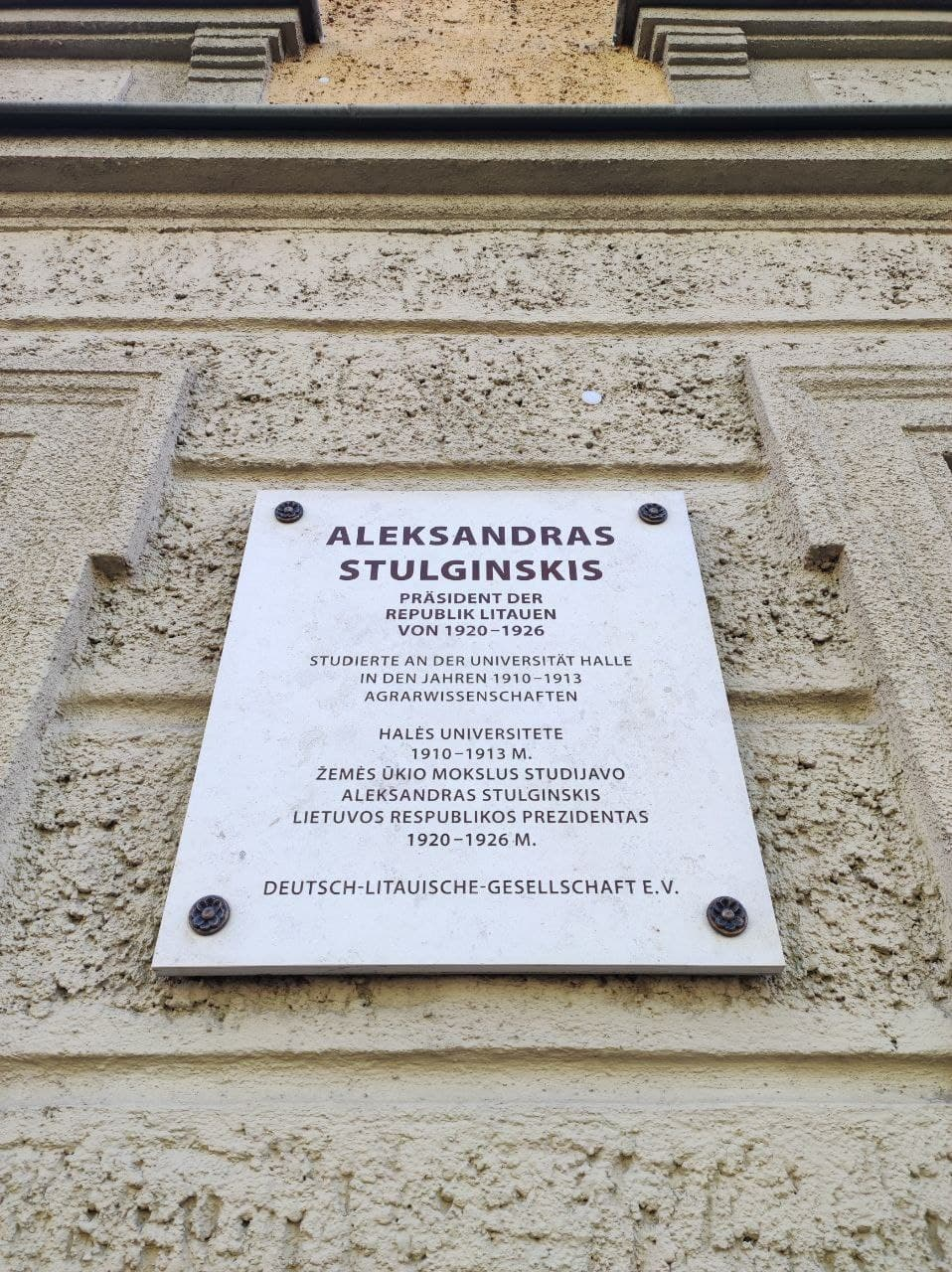
Gedenktafel für Stulginskis am heutigen Institut für Romanistik in der Ludwig-Wucherer-Straße 2 in Halle (Saale)

Aleksandras Stulginskis (anhörenⓘ) (* 26. Februar 1885, Kutaliai, jetzt Rajongemeinde Šilalė; † 22. September 1969 in Kaunas) war der zweite Präsident Litauens (1920–1926), Gründungsmitglied der 1917 gegründeten Christlichen Demokratischen Partei Litauens und Vorsitzender des Zentralkomitees der Partei, Mitglied des Litauischen Rats (des späteren Staatsrats), Signatar der am 16. Februar 1918 unterzeichneten Unabhängigkeitserklärung Litauens.

## Leben
Stulginskis wurde in eine Familie geboren, die in der Landwirtschaft tätig war. Seine Ausbildung erhielt er an der Volksschule in Kaltinenai und am kirchlichen Liepaja-Gymnasium in Kaunas. Nach Abschluss des Gymnasiums studierte er Philosophie und Theologie an der Universität Innsbruck. Nach seinem Entschluss, keine Priesterkarriere einzuschlagen, studierte er von 1910 bis 1913 und von 1914 bis 1915 am Institut für Agronomie in Halle, an der ältesten Landwirtschaftlichen Fakultät Deutschlands.
1913 begann er, in Litauen als Agronom zu arbeiten und schrieb viel in der damaligen litauischen Presse, meistens über Probleme der Entwicklung der Landwirtschaft.
Als die Deutschen Litauen besetzten, zog er nach Vilnius und engagierte sich in litauischen Organisationen, organisierte z. B. Ausbildungskurse für Volksschullehrer und soziale Aktivitäten.
1917 war Stulginskis eines der Gründungsmitglieder der Christlichen Demokratischen Partei und wurde zum Vorsitzenden des Zentralkomitees der Partei gewählt. Er war einer der Organisatoren der Litauischen Konferenz von Vilnius, bei der er in den Litauischen Rat (der spätere Staatsrat) gewählt wurde. Am 16. Februar 1918 unterzeichnete er die Unabhängigkeitserklärung.
Nach der Oktoberrevolution gründete Stulginskis eine litauische Armee und organisierte die Verteidigung von Litauen gegen die Bolschewiki und die Polen. In den ersten Regierungen nach der Unabhängigkeit diente er in verschiedenen Funktionen.
Im Mai 1920 wurde zum Vorsitzenden des verfassunggebenden Seimas und zum Staatspräsidenten gewählt. 1922 und 1923 wurde er jeweils zum Vorsitzenden des Seimas wiedergewählt. Das Präsidentenamt hatte er bis 1926 inne.
Nach dem Staatsstreich vom 17. Dezember 1926 wurde Stulginskis wiederum zum Vorsitzenden des 4. Seimas bestimmt, bis der Seimas aufgelöst wurde. Stulginskis zog sich auf sein Landgut zurück und meldete sich nur in der Presse zu Wort. Auf dem ersten Weltkongress der Litauer mahnte er die Befolgung der demokratischen Grundregeln in Litauen an.
Nach der Besatzung Litauens durch die Sowjetunion wurde Stulginskis mit seiner Frau verhaftet. Er verbrachte mehrere Jahre im Gulag, bis er 1956, bereits nach dem Tod Stalins, nach Litauen zurückkehren durfte.
1969 starb Stulginskis in Kaunas, wo er auch begraben ist.
Eine Gedenktafel zu Ehren des zweiten Präsidenten der Republik Litauen und ehemaligen Studenten der Martin-Luther-Universität Halle-Wittenberg (MLU), wurde Januar 2011 in Halle enthüllt. Die deutsch-litauische Gesellschaft hatte die Gedenktafel gestiftet.

## Pro memoria
- Aleksandras-Stulginskis-Universität